# Johann Georg Mootz
Johann Georg Mootz (* 25. Januar 1808 in Großen-Buseck; † 15. Oktober 1903 in Darmstadt) war großherzoglich hessischer Generalleutnant à la suite.

## Leben
Mootz ging am 1. Juni 1826 in hessische Dienste und wurde am 4. August 1830 Sekondeleutnant im 2. Infanterieregiment. Von dort wurde er am 16. Juni 1841 als Oberleutnant in die Pionierkompanie des 3. Infanterieregiments versetzt und kam am 2. Februar 1845 zum Generalquartiermeisterstab. Am 10. März 1847 kehrte er als Hauptmann in das 3. Infanterieregiment zurück. Er erhielt am 9. Juni 1850 das Ritterkreuz des Verdienstordens Philipps des Großmütigen und wurde am 1. April 1851 wieder in den Generalquartiermeisterstab versetzt. Er erhielt am 30. September 1857 den Orden der Heiligen Anna III. Klasse und wurde am 23. August 1858 zum Major befördert. Am 25. August 1861 erhielt er das Ritterkreuz I. Klasse des Ludwigsordens und am 25. August 1862 den Charakter als Oberstleutnant, am 20. Mai 1866 dann auch das Patent zu seinem Dienstgrad.
Nach der Niederlage im Deutschen Krieg wechselte Mootz im Gegensatz zu vielen Kameraden nicht in die Preußische Armee. Stattdessen kam er 6. Januar 1867 als Chef der 1. Sektion in das Kriegsministerium, avancierte am 10. Juli 1867 zum Oberst und wurde am 14. April 1868 verabschiedet. Während des Deutsch-Französischen Krieges verwaltete er 1870/71 die Reservelazarette in Darmstadt. Am 22. Juni 1871 erhielt er dafür das Militär-Sanitätskreuz.
Er war Vorsitzender des Großherzoglich-Hessischen Militärfonds und ab dem 30. Januar 1872 der des Militär Witwen- und Waisenfonds. Am 8. Februar 1872 wurde er dann à la suite der Infanterie gestellt. Am 1. Juni 1876 wurde er mit dem Kommandeurskreuz II. Klasse der Ludwigsordens ausgezeichnet und am 12. September 1881 zum Generalmajor à la suite befördert. Anschließend bekam er am 25. Januar 1888 auch das Kommandeurskreuz I. Klasse des Ludwigsordens, sowie 25. Januar 1895 die Beförderung zum Generalleutnant à la suite.

## Familie
Er heiratete 1836 Amalie Luise Schneider (1813–1874). Das Paar hatte eine Tochter namens Marie (Sanitätsorden am 8. Mai 1872).